# Alice Marble
Alice Marble (Beckwourth, California, Estados Unidos, 28 de septiembre de 1913-Palm Springs, California, Estados Unidos, 13 de diciembre de 1990) fue una tenista estadounidense.

## Trayectoria
Ganó en su carrera un total de 4 ediciones (1936, 1938–1940) lo que hoy se conoce como el US Open en Forest Hills en la categoría individual y junto a Sarah Palfrey Cooke en cuatro ocasiones consecutivas (1937–1940) los dobles femeninos. Además, venció en 1939 en el Campeonato de Wimbledon individual y en 1938 y en 1939 la categoría de dobles femeninos. Junto a Don Budge y Bobby Riggs ganó en 3 ocasiones consecutivas (1937-1939) la categoría mixta de Wimbledon.
En 1964 se le incluyó en el International Tennis Hall of Fame.